# WBSC eBASEBALLパワフルプロ野球
『WBSC eBASEBALLパワフルプロ野球』（ダブリュービーエスシー イーベースボールパワフルプロやきゅう、英題：WBSC eBASEBALL POWERPROS）は、2023年2月9日にコナミデジタルエンタテインメントから発売された野球ゲーム。

## 概要
本作は、『実況パワフルプロ野球』（以下、『パワプロ』）で知られるKONAMIと世界野球ソフトボール連盟（WBSC）がパートナーシップを締結して、WBSCの公認を受けた初の野球ゲーム。パワプロシリーズ関連の対戦専用タイトルは実況パワフルプロ野球 チャンピオンシップ2018以来であり、日本国外でもリリースしたパワプロタイトルとしては、実況パワフルメジャーリーグ3以来14年ぶり。
KONAMIと日本野球機構（NPB）の共催によるeスポーツの『eBASEBALL』を冠した作品でもある。野球勝負に特化したタイトルで、日本やアメリカをはじめ、60ヵ国を超える世界中のプレイヤーとオンライン対戦が楽しめるのが特徴。

## 収録選手
リリース時点、EBASEBALLパワフルプロ野球2022で収録された「サクセス」ならびに「パワフェス」（コラボ枠として登場した選手を除く）が登場する。
プレーヤーは、その中から25人を選抜してチームを編成。ただし、各キャラクターには強さの指標となる「コスト」が設定されており、その合計値が「チームコスト」の規定値を超えないように編成しなくてはならない。